# Il vedovo allegro (film 1920)
Il vedovo allegro (His Youthful Fancy) è un cortometraggio muto del 1920 diretto da Erle C. Kenton e da Mal St. Clair (Malcolm St. Clair).

## Produzione
Il film fu prodotto dalla Mack Sennett Comedies.

## Distribuzione
Distribuito dalla Paramount Pictures (con il nome Paramount Famous Lasky Corporation), il film - un cortometraggio di venti minuti - uscì nelle sale cinematografiche USA il 3 ottobre 1920.